# Víctor Gallegos
Pas d'image ? Cliquez ici
Víctor Manuel Gallegos Lozic est un pilote chilien de rallye-raid de quad né le 30 janvier 1985.

## Palmarès

### Résultats au Rallye Dakar
- 2014 : 5e
- 2015 : abandon - (1 victoire d'étape)